# Restless and Wild
Albums de Accept
Breaker (album)
(1981) Balls to the Wall
(1983)
Restless and Wild est le quatrième album du groupe allemand de heavy metal Accept. Il est sorti le 2 octobre 1982 sur le label Brain et a été produit par Dirk Steffens et le groupe.
Cet album est l'un des plus populaires du groupe, avec des titres comme Fast as a Shark, Restless and Wild, Princess of the Dawn, ou encore Neon Nights qui sont devenus des classiques du groupe. C'était le premier album à ne pas être enregistré au Delta-Studio. Le groupe a déménagé au studio de Dieter Dierks à Stommeln. Un des traits marquant de l'album est qu'il s'ouvre sur une introduction inhabituelle qui a marqué de nombreux auditeurs. Cet album constitue aussi un tournant dans l'histoire, en ce qu'il contient l'un des premiers titres de speed metal de l'histoire, Fast as a Shark, titre qui fut aussi l'objet de nombreuses controverses en France et en Pologne dues à l'introduction qui la précède.

## Musique
C'est en 1982, qu'Accept enregistre son quatrième album Restless and Wild (produit par Michael Wagener, ancien guitariste du groupe). L'album acquiert une renommée underground avant même sa sortie du fait de la circulation de milliers de cassettes bootleg du disque quelques mois avant sa mise en vente. Le groupe fait brièvement appel au guitariste Jan Koemmet pour remplacer Jörg Fisher, puis se tourne vers le guitariste d'un groupe local Herman Frank.
Cet album est souvent considéré comme l'une des pierres de touche dans la carrière d'Accept. 
Picart le considère, à l'époque, comme décisif pour la carrière du groupe. Il décrit ainsi l'album comme un parfait mélange de « speed hystérique [...] et de heavy flibustier ». Le disque achève donc de propulser le groupe « au premier rang des espoirs majeurs de la scène metal de l'époque ». Pour la promotion de l'album, Dirkschneider « modifie son look, taille ses cheveux longs pour une coupe plus austère et adopte une allure paramilitaire » - attitude qui, selon Picart, « achève d'imposer Dirkschneider comme une figure essentielle du heavy des années 80 ».
Selon le chroniqueur de Allmusic, Eduardo Rivadavia, cet album, « tout comme son successeur Balls to the Wall, est un album essentiel en termes de heavy metal, et tout fan digne de ce nom devrait posséder les deux. ». Le chroniqueur souligne un des traits de l'album qui a marqué de nombreux auditeurs à savoir son introduction : « L'album débute avec l'une des plus inattendues, surprenantes, hilarantes intros jamais enregistrées ». La sociologue Deena Weinstein compte également ce disque parmi les cent albums de metal les plus référentiels.
Le titre d'ouverture Fast as a Shark est également considéré comme l'une des toutes premières chansons de pur speed metal, et entérine l'usage de la double pédale de grosse caisse qui deviendra très populaire dans de nombreux sous-genres de metal par la suite.
Le disque reçoit des chroniques élogieuses. Enfer Magazine, dans son numéro 2 daté de mai 83, commente l'album :

« Que dire de cet album, sinon qu'il porte bien son titre, il est réellement « remuant et sauvage ». Tous les morceaux tel le premier, sont écrits sur un tempo rapide mis à part Shake Your Heads, Neon Nights, et Princess of the Dawn, qui sont plutôt lents et lourds mais qui vous aplatissent tout autant. Notons, également, que Don't Go Stealing My Soul Away sonne très AC/DC, tout comme Midnight Highway sur Breaker. Restless And WIld est indispensable à tous les fans de JUDAS et de SAXON, mais les autres peuvent aussi l'écouter car c'est un des disques les plus représentatifs de la troisième génération du Hard Rock. »

Il faut préciser qu'à cette époque les distinctions entre heavy metal et hard rock ne sont pas encore très nettes. Il n'en reste pas moins que cet album est devenu un classique dans l'histoire du heavy metal, ce que semblait prophétiser le magazine :

« Avec ce quatrième album, ACCEPT se présente incontestablement comme le leader de la seconde nouvelle vague du hard, et ils continuent sur leur lancée, les Allemands ne tarderont pas à faire la couverture d'Enfer et à être l'un des plus grands groupes des années 80. »

## Controverses autour de l'album
L'album et tout particulièrement son titre d'ouverture Fast As A Shark furent à l'origine de nombreuses controverses en France et en Pologne. Le groupe a, en effet, été accusé de sympathies nazies à cause de l'introduction de la chanson qui utilise la mélodie traditionnelle Ein Heller und ein Batzen (« Un sou et un écu », plus connue sous le nom de Heidi, Heido, Heida). Une mélodie qui est souvent vue dans les pays qui ont été occupés pendant la seconde guerre mondiale (tout particulièrement en France et en Pologne) comme une chanson typiquement nazie. D'ailleurs la chronique d'Enfer Magazine de l'époque l'assimile elle-même à une chanson de la Wehrmacht et ironise :

« Cela commence par le chant de marche des soldats de la Wehrmacht déferlant sur notre mère patrie « aussi vite qu'un requin » sur sa proie... »

Dans une interview de 1983, le rédacteur du magazine Metal Attack Jean-François Bouquet fit également part de son indignation au groupe :

« Vous avez encore commencé avec votre sacré Heidi-heido qui, tu le sais, n'est pas franchement apprécié ici. »

En réalité, comme le groupe l'a souligné, cette chanson n'est pas nazie, il s'agit en fait d'une simple chanson à boire dans le folklore allemand - chanson qui préexistait au régime nazi, ayant été écrite en 1830. Le groupe a souvent expliqué qu'ils ignoraient l'association qu'on pouvait en faire quand ils ont repris cette mélodie.
Hoffmann a d'ailleurs répondu aux reproches de Bouquet : 

« Je le répète, ce plan n'a absolument pas de significations nazies pour nous. C'est juste une vieille chanson folklorique. »

À l'origine, ils l'avaient choisie pour le contraste que cette mélodie offrait par rapport à l'agressivité de leur chanson. Ces allégations ont été renforcées par le fait qu’ils étaient d'origine allemande et que Dirkschneider portait une tenue paramilitaire sur scène. Ces accusations sont infondées, d'autant que le groupe a souvent écrit des chansons professant des opinions antinazies et antiracistes (Stone Evil, Prejudices, Objection Overruled) et antimilitaristes (Wargames, Man Enough to Cry, Walking in the Shadow Stand Tight). À ce sujet, le magazine Enfer Magazine, en 86, est revenu lui-même sur les préjugés et croyances (que ses équipes rédactionnelles antérieures avaient elles-mêmes contribué à propager) et défend le groupe :

« Certains esprits chagrins ont cru déceler sous le heavy d'Accept, les oripeaux hideux d'un renouveau nazi. Désolé de les contrarier, mais tout ce qui précède [ils citent en détail le contenu et la thématique antimilitaristes et humanistes des chansons de l'album Russian Roulette] le montre avec suffisamment d'éloquence : ils se fourrent le doigt dans l'œil. Il serait temps d'évacuer une bonne fois pour toutes, les relents pestilentiels d'une germanophobie rétrograde. »

Le chanteur Udo Dirkschneider est revenu sur l'affaire dans une interview de 96 :

« Toute cette histoire est arrivée quand j’ai porté cet uniforme militaire. Et ils ont commencé à raconter des conneries !!! Ensuite quand on a fait l’intro de Restless and Wild, juste avant Fast as a Shark, ce passage Heidi, Heido, Heida, c’était une chanson folklorique allemande  Nous avons découvert par la suite que les télés françaises et polonaises utilisaient cette chanson Heidi, Heido, Heida quand ils passaient des trucs sur la seconde guerre mondiale. Et donc on a eu pas mal de problèmes avec ça. Mais on l’ignorait, alors on a dû faire un tas de interviews et de talkshows à parler de ça. »

Dans une interview à Enfer Magazine, de 1986, le groupe évoquait déjà les problèmes qu'il avait rencontrés par rapport aux malentendus que cette mélodie avait suscitée en France :

« Nous ne connaissions même pas les implications de cette chanson. Nous avons cherché quelque chose qui soit en complète opposition avec ce que nous faisions. Nous avons écouté des tas de comptines enfantines et nous sommes tombé sur celle-là. Ce qui nous a tout de suite plu, c'est qu'elle n'avait pas de paroles. Pour le public c'était donc plus facile à reprendre en chœur. Nous l'avons jouée partout sans aucun problème. C'est seulement à Paris, qu'on nous a affirmé que c'était une chanson nazie ? Ce qui est d'ailleurs faux puisque cette comptine est plus ancienne que cela. »

Malgré les nombreuses clarifications et le contenu des paroles antinazies et antimilitaristes de certaines chansons du groupe, ces accusations les ont, malgré tout, poursuivis jusque dans les années 1990 - bon nombre de chroniqueurs français successifs ne tenant pas compte des clarifications antérieures du groupe, ni du contenu des paroles des chansons. À titre d'exemple, en 1996, le journal Hardforce dans sa rubrique Interview-tribunal (qui proposait à chaque numéro de faire le pseudo-procès d'un groupe controversé), s'attaque à Accept et l'accuse à nouveau de sympathies nazies à cause de l'introduction de Fast as A Shark. Dirskschneider y réexplique les mêmes précisions. Au vu des clarifications apportées, le tribunal Hardforce prononcera finalement l'acquittement sous réserve que le groupe continue à jouer de la bonne musique. Trois ans plus tard, en 99, le journal, dans un dossier sur les dérives du metal, cite à nouveau Accept parmi les groupes nazis et prend à titre de preuve à charge le 45 tours de Fast as A Shark.
En 1999, Wolf Hoffmann est revenu encore une fois sur la question, sur son site web personnel, exprimant son sentiment d'impuissance vis-à-vis de ces accusations qui reviennent sans cesse, et ce malgré les nombreuses clarifications du groupe:

« À propos de toute cette histoire de nazis qui auraient utilisé cette chanson en France et en Pologne. Qu'ils l'aient fait ou non, ou que cela ait été utilisé dans les films après, tout ce que je peux vous dire c'est que je n'en sais vraiment rien. Mais je sais que pour beaucoup de gens cela a été pris comme une chanson typiquement nazie. Ce qui nous a valu de nombreuses controverses à l'époque. De ce qui n'était à la base qu'une petite idée marrante, on en a fait une espèce de monstre. J'ai du l'expliquer des milliers de fois dans les interviews, mais un truc comme cela c'est comme se battre contre des moulins à vent, ça revient continuellement (et d'ailleurs je suis encore en train d'en parler !) »

## Liste des titres
1. Fast as a Shark (Hoffmann, Kaufmann, Dirkschneider, Baltes) – 3:49
2. Restless and Wild (Hoffmann, Kaufmann, Dirkschneider, Baltes, Robert A. Smith-Diesel + Accept) – 4:12
3. Ahead of the Pack (Hoffmann, Kaufmann, Dirkschneider, Baltes) – 3:24
4. Shake Your Heads (Hoffmann, Kaufmann, Dirkschneider, Baltes) – 4:17
5. Neon Nights (Deaffy, Robert A. Smith-Diesel + Accept) – 6:02
6. Get Ready (Hoffmann, Kaufmann, Dirkschneider, Baltes, Robert A. Smith-Diesel + Accept) – 3:41
7. Demon's Night (Hoffmann, Kaufmann, Dirkschneider, Baltes) – 4:28
8. Flash Rockin' Man (Hoffmann, Kaufmann, Dirkschneider, Baltes) – 4:28
9. Don't Go Stealin' My Soul Away (Hoffmann, Kaufmann, Dirkschneider, Baltes, Robert A. Smith-Diesel + Accept) – 3:16
10. Princess of the Dawn (Deaffy, Robert A. Smith-Diesel + Accept) – 6:16

## Composition du groupe
- Udo Dirkschneider - Chant
- Herman Frank - Guitare (crédité mais ne joue pas sur l'album)
- Wolf Hoffmann - Guitare
- Peter Baltes - Basse
- Stefan Kaufmann - Batterie

Le guitariste Jan Koemmet a également été impliqué dans les activités du groupe lors des phases initiales d'enregistrement de l'album.

## Charts
| Pays        | Durée du classement | Meilleur classement | Date            |
| ----------- | ------------------- | ------------------- | --------------- |
| Pays-Bas    | 1 semaines          | 47e                 | 6 novembre 1982 |
| Royaume-Uni | 2 semaines          | 98e                 | 14 mai 1983     |
| Suède       | 8 semaines          | 27e                 | 7 décembre 1982 |

### Ouvrages
- Hervé Picart, Jean-Yves Legras et Bertrand Alary, Hard & heavy - Les dieux du rock lourd, Jacques Grancher, 1985, 127 p.